# Al-Tanzim (Liban)

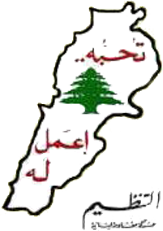
Logo Tanzimu

Al-Tanzim  (pol. Organizacja) – nacjonalistyczna partia libańska oraz chrześcijańska formacja zbrojna, istniejąca w okresie wojny domowej w Libanie. Obecnie nie prowadzi działalności.
Partia został założona w 1969 roku przez młodych oficerów armii libańskiej, odwołujących się do ideologii fenicjanizmu. Działalność rozwinęła na początku lat 70., gdy na jej czele stał Georges Adwan. Tanzim wchodziła w skład prawicowego Frontu Libańskiego i jego zbrojnego ramienia – Sił Libańskich.